# (84) Klio
(84) Klio ist ein Asteroid des inneren Hauptgürtels, der am 25. August 1865 vom deutschen Astronomen Karl Theodor Robert Luther an der Sternwarte Düsseldorf bei einer Helligkeit von 10 mag entdeckt wurde.
Der Asteroid wurde benannt nach Klio, der Muse der Geschichtsschreibung. Die Benennung erfolgte durch die Leipziger Astronomen auf einer Tagung am 31. August 1865.

## Wissenschaftliche Auswertung
Mit Daten radiometrischer Beobachtungen im Infraroten am Cerro Tololo Inter-American Observatory in Chile im Jahr 1974 wurden für (84) Klio erstmals Werte für den Durchmesser und die Albedo von 90 km und 0,04 bestimmt. Eine Beobachtung im September 1974 am Mauna-Kea-Observatorium auf Hawaiʻi ergab Werte von 87 km und 0,04. Radarastronomische Messungen vom 4. bis 7. Oktober 1985 am Arecibo-Observatorium bei 2,38 GHz führten zur Bestimmung eines effektiven Durchmessers von 79 ± 13 km. Aus Ergebnissen der IRAS Minor Planet Survey (IMPS) wurden 1992 Angaben zu Durchmesser und Albedo für zahlreiche Asteroiden abgeleitet, darunter auch (84) Klio, für die damals Werte von 79,2 km bzw. 0,05 erhalten wurden. Eine Auswertung von Beobachtungen durch das Projekt NEOWISE im nahen Infrarot führte 2011 zu vorläufigen Werten für den Durchmesser und die Albedo im sichtbaren Bereich von 79,0 km bzw. 0,05. Nach der Reaktivierung von NEOWISE im Jahr 2013 und Registrierung neuer Daten wurden die Werte 2016 mit 73,8 oder 122,1 km bzw. 0,02 oder 0,05 angegeben, diese Angaben beinhalten aber hohe Unsicherheiten.
Eine spektroskopische Untersuchung von 820 Asteroiden zwischen November 1996 und September 2001 am La-Silla-Observatorium in Chile ergab für (84) Klio eine taxonomische Klassifizierung als Caa- bzw. Ch-Typ.
Photometrische Beobachtungen von (84) Klio fanden erstmals statt vom 12. bis 14. Oktober 1985 am Gila Observatory in Arizona. Aus der aufgezeichneten Lichtkurve wurde eine Rotationsperiode von 5,80 h abgeschätzt. Etwa eine Woche später am 20. Oktober 1985 erfolgte eine weitere Beobachtung des Asteroiden am Kitt-Peak-Nationalobservatorium in Arizona. Die aufgezeichnete Lichtkurve war jedoch widersprüchlich zu der zuvor abgeleiteten Rotationsperiode. Es wurde mindestens ein doppelt so hoher Wert von 11,6 h als kompatibel angesehen, aber es wurden weitere Beobachtungen zur Klärung als notwendig erachtet. Eine neue photometrische Beobachtung vom 4. November bis 18. Dezember 2007 am Organ Mesa Observatory in New Mexico führte jedoch zu einer Rotationsperiode von 23,562 h, die auch mit den früheren Beobachtungen vereinbar ist.
Aus archivierten Daten des Asteroid Terrestrial-impact Last Alert System (ATLAS) aus dem Zeitraum 2015 bis 2018 wurden dann in einer Untersuchung von 2020 mit der Methode der konvexen Inversion für ein dreiachsig-ellipsoidisches Gestaltmodell des Asteroiden eine Position für die Rotationsachse mit einer retrograden Rotation sowie einer Periode von 23,5752 h bestimmt.
Zwischen 2012 und 2018 wurden mit der All-Sky Automated Survey for Supernovae (ASAS-SN) auch photometrische Daten von 20.000 Asteroiden aufgezeichnet. Auf mehr als 5000 davon konnte erfolgreich die Methode der konvexen Inversion angewendet werden, darunter auch (399) Persephone, für die in einer Untersuchung von 2021 ein verbessertes dreidimensionales Gestaltmodell für eine Rotationsachse mit retrograder Rotation und einer Periode von 23,5736 h berechnet wurde. Aus den Daten von ATLAS konnte in einer Untersuchung von 2022 mit der Methode der konvexen Inversion eine Rotationsperiode von 23,574 h berechnet werden.
Abschätzungen von Masse und Dichte für (84) Klio aufgrund von gravitativen Beeinflussungen auf Testkörper ergaben in einer Untersuchung von 2012 eine Masse von etwa 5,47·1017 kg, was mit einem angenommenen Durchmesser von etwa 79 km zu einer Dichte von 2,08 g/cm³ führte bei einer Porosität von 7 %. Diese Werte besitzen allerdings eine hohe Unsicherheit im Bereich von ±74 %.

## Klio-Familie
(84) Klio ist namensgebendes und größtes Mitglied einer Asteroidenfamilie mit ähnlichen Bahneigenschaften. Taxonomisch handelt es sich um Asteroiden der Spektralklassen C, X, B und D, die mittlere Albedo liegt bei 0,07. Der Klio-Familie wurden im Jahr 2019 etwa 330 Mitglieder zugerechnet.